# Place Rouville
Pour les articles homonymes, voir Rouville.
La place Rouville est une place du quartier des Chartreux dans le 1er arrondissement de Lyon, en France.

## Situation et accès
La place est formée de plusieurs tronçons. Elle débute cours Général-Giraud avec une partie qui part vers la rue Rivet ; on y trouve plusieurs places de stationnement ainsi qu'une station vélo'v. En face, la place en elle-même offre un point de vue panoramique sur la ville de Lyon. 
Une autre partie de la place part vers la rue de l'Annonciade où l'on trouve un stationnement cyclable et un stationnement de deux roues motorisésainsi que les lignes  C13 C18 avec un arrêt de bus Rouville. Une autre partie monte vers les pentes où débute la rue Prunelle, et elle se termine rue de Flesselles avec un stationnement cyclable. Ces deux tronçons sont joints par des escaliers dont un est face à la rue Prunelle et l'autre au niveau de la rue de Flesselles.

## Origine du nom
Guillaume Rouillé (1518-1589) est un éditeur lyonnais de la Renaissance, gendre de Sébastien Gryphe.

## Histoire
La place est créée en 1850 en même temps que le cours Général-Giraud. Son nom est attribué le 18 juin 1829 par délibération du conseil municipal.
Au N°5 et 6, on peut voir la Maison Brunet appelée la « maison aux 365 fenêtres ».

## Dans la culture populaire
La place est présente dans le clip Snowman de la chaîne YouTube Lofi Girl.